# Vlkodlaci (společenská párty hra)

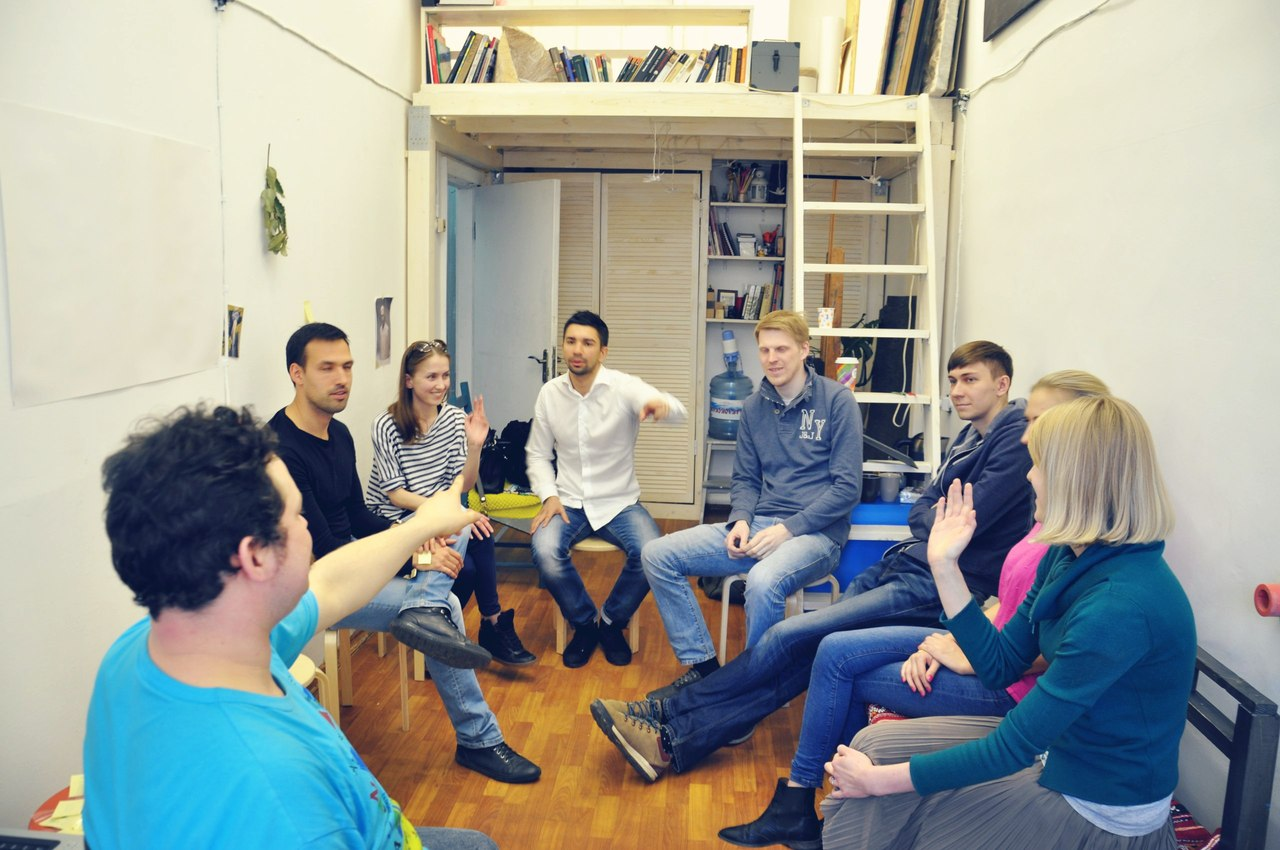
Skupina hráčů.

Vlkodlaci (také známa jako Městečko Palermo - vlkodlaci) je společenská párty hra, odvozená a zároveň založená na stejném principu jako hra Městečko Palermo – Mafie. Jednoduchá, participačně divadelní hra se hodí pro skupinku osmi a více osob (včetně dětí starších osmi let) a může se hrát prakticky kdekoliv (v místnosti, u táborového ohně atd.).

## Princip hry

Noc v městečku Palermu.

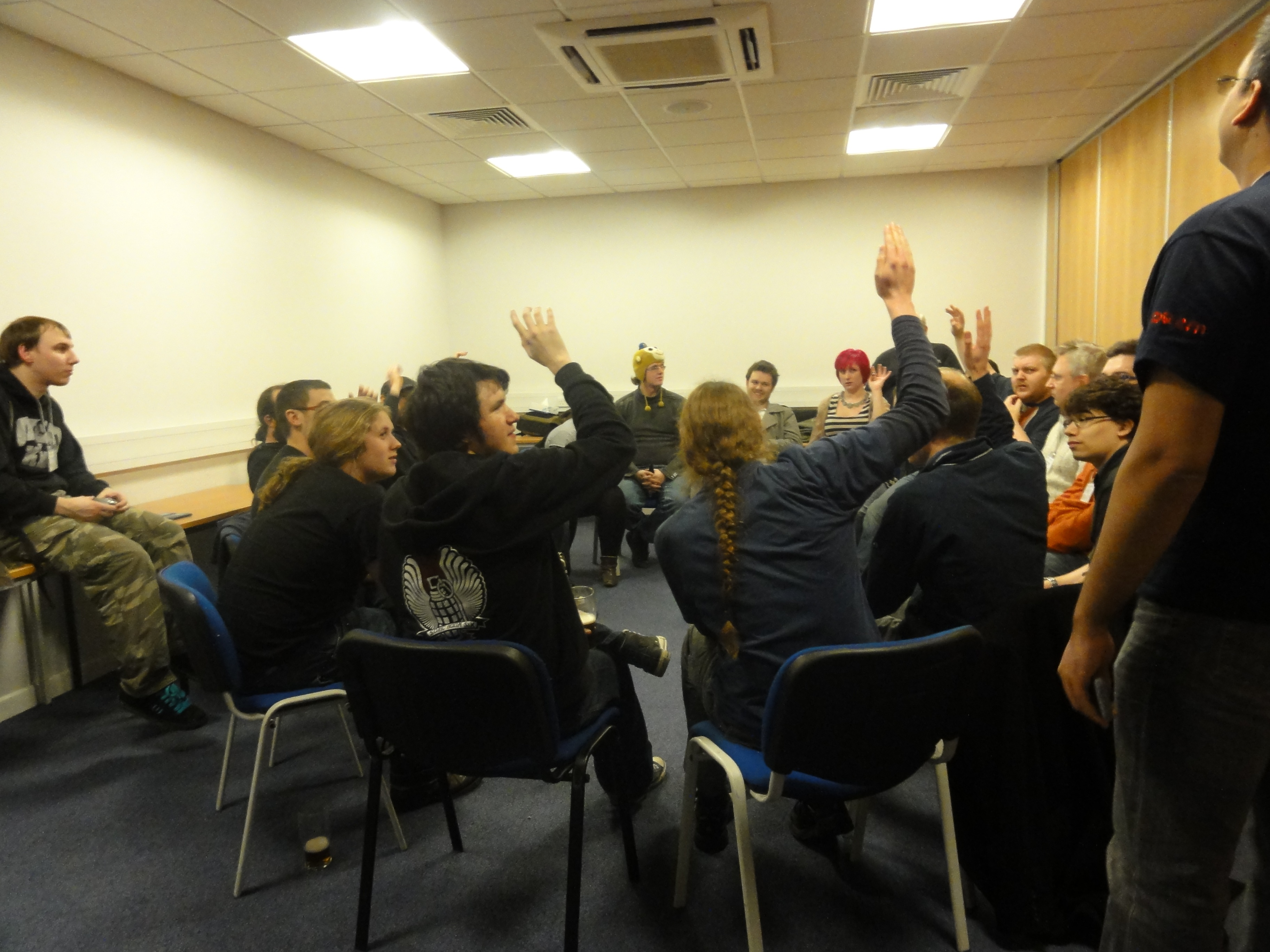
Hráči hlasují o popravě.

Jedná se o konflikt dvou skupin – vlkodlaků a nevinných občanů (kterým tajně pomáhají kladné nadpřirozené postavy). Vlkodlaci chtějí všechny postavy vyvraždit a ostatní se je snaží, co nejrychleji odhalit a popravit. Vyhrává ta skupina, která přežije. 
Před začátkem hry se skupina minimálně osm osob posadí do kruhu čelem k sobě. Je nutné, aby jeden z nich dělal tzv. osud (vypravěče). Ten řídí celou hru, vyhlašuje dny a noci, postupně probouzí dané postavy a na základě hlasování všech zúčastněných, také popravuje vždy jednu postavu v jednom kole. Vypravěč rozdá (náhodně nebo dle svého výběru) každému hráči jednu kartičku, na níž je napsáno (pro děti označeno obrázkem) jakou postavu bude hrát. Jakmile se hráč tuto informaci dozví, ihned ji položí před sebe na zem, prázdnou stranou vzhůru a již se o ní nestará. Na začátku hry zná pouze osud, kdo kterou roli zrovna má. 
Během hraní Palerma se prostřednictvím vypravěče dokola střídají dvě fáze: den a noc. Hra začíná vždy ve dne, kdy se rozdělí jednotlivé role. Jakmile je vše připravené, osud ohlásí, že začíná noc a všichni hráči si zakryjí zavřené oči dlaněmi. Pokud vypravěč neví nebo si nepamatuje totožnost hráčů, může jednotlivě všechny probudit. Nicméně za běžných nocí budí nejdříve vlkodlaky a poté ostatní nadpřirozené postavy. Výjimkou je pouze amorek, jenž se probouzí pouze první noc. Nevinní občané a holčička s dalekohledem se naopak nebudí vůbec.

### Noc
Když osud město uspí a všichni hráči si zakryjí obličej, probudí jako první všechny vlkodlaky. Ti se musejí (podobně jako ostatní zrovna probuzené postavy) chovat v naprosté tichosti, neboť sluch je pro ostatní hráče hlavním smyslem. Společně si vyberou jednu oběť a spraví o tom vypravěče. Ten je uspí a probouzí vědmu, která má právo každou noc odhalit totožnost jedné postavy. To může či nemusí využít. Vědma usíná a vypravěč probouzí čarodějnici. Ta libovolného hráče může či nemusí uzdravit. V případě první noci je probuzen ještě výše zmíněný amor. 

### Den
Po probuzení městečka Palerma vypravěč oznámí koho vlkodlaci zabili a zároveň odkryje totožnost oběti (mrtvý hráč se hry již neúčastní). Nyní mohou ostatní jednat o tom, kdo je možný vlkodlak a koho popraví. Každý den se musí konat vždycky jedna poprava. Ačkoliv se hráči řídí podle sluchu, je vhodné si při obvinění vymyslet nějaký kratičký příběh na minulou noc, aby se více navodila herní atmosféra. Obviněný se musí obhajovat v podobném duchu. Ten hráč, který získá nejvíc hlasů na popravu je Palermem usmrcen a osud odhalí jeho roli. Poté může začít další noc a takhle to pokračuje do té doby, dokud jedna ze skupin nezvítězí. 

## Role

#### Hlavní role
- Nevinní občané – nejpočetnější postavy ve hře. Jako jedni z mála nejsou během nocí probouzeni osudem. Musejí být opatrní, aby náhodou nezabili některou z nadpřirozených postav.

- Vlkodlaci – osudem jsou během noci probouzení zpravidla jako první. U většího počtu hráčů by počet vlkodlaků měl být zhruba 4x až 5x menší než je celkový počet hráčů, záleží na uvážení. Úkolem této role je vyvraždit ostatní a primárně se soustředit na likvidaci nadpřirozených postav.

#### Nepovinné (nadpřirozené) role
Zde jsou uvedeny postavy, které v málo početných kolektivech mohou zůstat neobsazené. Naopak u velkého počtu zúčastněných mohou být obsazeny i více hráči.
- Vědma – během každé noci si může osudem nechat odhalit roli vždy jen jednoho, náhodně vybraného hráče. Tyto informace pak může zužitkovat ve dne při soudním procesu, kdy může od popravy buď zachránit nevinného nebo naopak na ní poslat vlkodlaka. Každopádně svým počínáním riskuje, neboť pro krvelačné netvory je takticky výhodné se ji zbavit. Proto se musí hráč snažit, aby nebyl odhalen.

- Amor – probouzí se pouze první noc, kdy dle svého výběru označí dva hráče jako milence. Když jeden z nich zemře, automaticky umírá i druhý. Po první noci se z amora stává obyčejný občan bez dalších schopností.

- Čarodějnice – osud ji probouzí každou noc. Její schopnost spočívá v uzdravení libovolné postavy, o které si myslí, že jí vlkodlaci zrovna zabili. Hráč s touto rolí se taktéž musí snažit zůstat neodhalen, jelikož ze strategického hlediska představuje pro vlkodlaky problém.

- Holčička s dalekohledem – tato postava je "vzhůru" celou noc a celý její průběh může nenápadně sledovat přes prsty. Pokud je hráč šikovný a zůstává před vlkodlaky bez povšimnutí, stává se nejinformovanější postavou v celé hře. Proto pro ně představuje největší nebezpečí.
- Anděl strážný – v prvním kole (v noci) si vybere občana kterého bude chránit. A dokud anděl strážný neumře, nemůže umřít ani občan kterého chrání (až po jeho smrti).
- Úchyl – neboli šílenec je postava velice variabilní. Je možné jí hrát hned několika způsoby. Proto je nutné se hned na začátku dohodnout jak bude fungovat. První verzí je situace kdy úchyl může jednou za celou hru znemožnit jednomu hráči jedno kolo nemluvit a tím pádem znemožnit mu obvinit vybraného občana. (S výjimkou osudu.) Druhou možností je taková verze, kde se úchyl bude budit každou noc a bude rozhodovat o tom co vybranému občanovi udělá. Buď uřízne jazyk nebo ruce. Tyto změny opět mohou být na celý zbytek hry, ale nemusí. Při uříznutí rukou nesmí hlasovat při uříznutí jazyka nesmí obviňovat. Teoreticky by úchylové mohly řezat i jiné části těla. Např. nohy, nebo uši, ovšem to už není prospěšné. Pro funkčnost hry je třeba neobcházet pravidla. Když máte uříznuté ruce  nesmíte hlasovat. Nevyskytuje se ŽÁDNÁ možnost hlasování nohou či jazykem. Při vyříznutí jazyka se NESMÍ psát na papír, předvádět ani nic podobného. Tato postava stejně jako ostatní musí být specifikována aby nedošlo k neshodám v průběhu hry. Na začátku dne osud oznámí úraz úchylem postižené osoby. Úkolem úchyla NENÍ občany zabít. Dokonce je to pro něj nemožné.